# 松田洋祐
松田洋祐（1963年4月27日—），日本企業家和注册会计师，曾擔任日本电子游戏与发行公司史克威尔艾尼克斯及子公司太東的社长与代表董事。

## 简历
松田洋祐于1963年4月27日在日本富山縣出生，1987年毕业于东京大学教育学部。之后加入三井生命保险担任人事管理，并在之后辞职去考得了日本的注册会计师资格。
1998年，他进入当时的史克威尔并在2000年时离开，不过在2001年时又被和田洋一劝说再次招入回史克威尔，负责财务事务。在2003年，史克威尔与另一家日本著名游戏公司艾尼克斯合并成为史克威尔艾尼克斯，松田洋祐在新公司里进入高级管理层担任経理財務部長。次年升任董事会及首席财务官。
2008年，史克威尔艾尼克斯转型为控股公司并更名为史克威尔艾尼克斯控股，松田洋祐继续担任首席财务官。2013年3月他担任执行董事，并在同年6月接替和田洋一担任史克威尔艾尼克斯及子公司太東的的社长与代表董事。
2023年3月，史克威尔艾尼克斯宣布松田洋祐将在6月卸任社长，社长由现在担任公司董事及经营推进部長的桐生隆司接任。

## 个人
松田洋祐虽然不是游戏研发人员出身，但一直是电子游戏玩家。他擅长第一人称射击游戏，并有“爆头先生”（ヘッドショットおじさん）的昵称。他在2016年2月和7月两次在史克威尔艾尼克斯与索尼电脑娱乐的游戏友谊赛上亲自带领队伍击败索尼代表队。
在《最终幻想15》中，松田洋祐曾在特别演示版中被做成游戏中的Boss，在游戏发售后，官方宣布松田洋祐的角色会在之后的追加下载内容里提供。